# Luís Vinício
Luís Vinícius de Menezes, dit Luís Vinício, né le 28 février 1932 à Belo Horizonte, est un footballeur et entraîneur de football brésilien. Il était attaquant.

## Palmarès
- Vainqueur de la Coupe Mitropa en 1961 avec le Bologne FC.

- Meilleur buteur du Championnat d'Italie de football 1965-1966 avec 25 buts[1].